# PNY Technologies

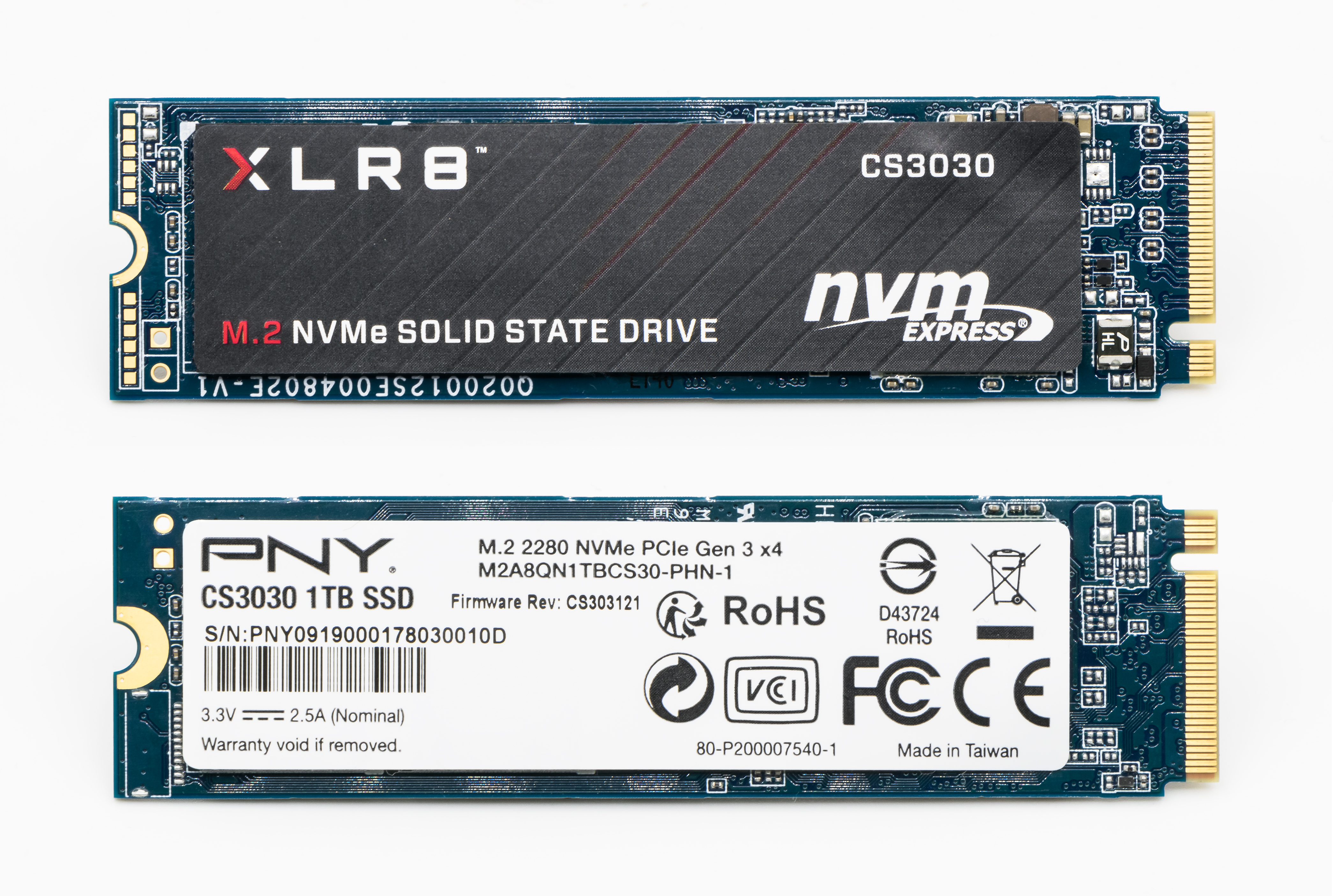
Dysk SSD PNY XLR8 CS3030 1TB

PNY Technologies, Inc. – amerykański producent sprzętu komputerowego z siedzibą w Parsippany, New Jersey.
Firma zajmuje się produkcją pamięci komputerowych, kart pamięci, pamięci USB, odtwarzaczy mp3 oraz kart graficznych opartych na chipsetach Nvidii.